# Steve Burke
Stephen B. Burke (14 de agosto de 1958) es el vicepresidente Ejecutivo de Comcast, y el anterior presidente y director ejecutivo de NBC Universal. Burke es un director en JP Morgan Chase y Berkshire Hathaway.

## Carrera
Desde que se unió a Comcast como presidente de Comcast Cable en 1998, Comcast se ha convertido en la compañía de cable más grande, el proveedor más grande para servicios residenciales de Internet, y la tercera mayor compañía de telefonía en Estados Unidos, y ha lanzado un negocio de telefonía móvil. Burke llevó Comcast al liderazgo en la distribución multiplataforma de entretenimiento de video, incluyendo su plataforma de video bajo demanda y sus ofertas de video en línea. Ha sido elogiado por liderar la integración altamente exitosa de AT&T Broadband con Comcast.
Antes de trabajar para Comcast, Burke se sirve con The Walt Disney Company como el presidente de ABC Broadcasting. Burke unió a The Walt Disney Company en enero de 1986, donde ayudó a desarrollar y fundar "The Disney Store." En 1992, se trasladó a Euro Disney S.A., donde, como Presidente y Director de Operaciones, ayudó a una reestructuración integral.
Burke es un católico irlandés y republicano. Su padre, Daniel B. Burke, fue un presidente anterior de Capital Cities Communications, la empresa que una vez poseyó la cadena ABC.